# Etikátlan emberkísérletek
Az etikátlan emberkísérlet megszegi az orvosi etika alapelveit. Sok teszt megtagadta a betegtől a beleegyezés lehetőségét, áltudományokon – például a fajelméleten – alapult, és kutatásra hivatkozva embereket kínoztak. A második világháború alatt a császári Japán és a náci Németország is végzett etikátlan kísérleteket foglyokon és civileken egyaránt. A kísérleteket csoportok végezték, mint a 731-es alakulat, vagy egyének, mint például Josef Mengele. Sok ország etikátlan kísérleteket végzett elszigetelődött népeken. Ilyenek voltak az amerikai visszaélések az MKUltra projektben és a Tuskegee szifiliszkísérletekben, valamint az őslakosokkal való kegyetlen bánásmód Kanadában és Ausztráliában. A kutatás etikai alapelveit megfogalmazó nürnbergi kódex a náci kísérletekre reagálva készült el a háború után. Az Orvosok Világszövetsége (WMA) által kiadott Helsinki Nyilatkozat sok szempontból az emberkísérletek alapköve.

## Náci Németország
A náci Németország rengeteg foglyon (gyerekeket is beleértve) végzett emberi kísérleteket. Európában legfőképp a zsidókon, de cigányokon, szintókon, lengyeleken, szovjet hadifoglyokon, homoszexuálisakon és rokkant németeken is kísérleteztek a koncentrációs táborokban. Jellemzően az 1940-es évek elején, a második világháború és a holokauszt alatt folytak ezek a tevékenységek. Az alanyok nem önként jelentkeztek, hanem kényszerítették őket a részvételre, és nem kérték a beleegyezésüket sem az eljárásba. Általában a kísérletek halállal, traumával, betegséggel, az élettartam rövidülésével, eltorzulással vagy végleges fogyatékossággal végződtek. Ezeket az orvosi kínzás példáiként tartják számon, mivel a résztvevőknek rettenetes fájdalmakat kellett elviselniük.
Auschwitzban és más német táborokban, Eduard Wirths irányítása alatt, a kiválasztott foglyokon különféle veszélyes kísérleteket végeztek. A kutatások eredményei a harci fronton lévő német katonák támogatását szolgálták. Új fegyverek kifejlesztése, a sérültek felépülésének elősegítése és a faji ideológia korszerűsítése volt a cél, a Harmadik Birodalom támogatásával. Aribert Heim ugyanilyen kísérleteket végzett Mauthausenben. Carl Værnet arról ismert, hogy homoszexuálisokon kísérletezett, hogy "meggyógyítsa" őket.
A háború után ezeket a bűntényeket a nürnbergi orvosperekben tárgyalták. Ezek a durva bánásmódok vezettek az orvosi etika Nürnbergi Kódexének megírásához. Az orvosperek alatt 23 náci orvost és tudóst vontak felelősségre a koncentrációs táborokban tartózkodó rabokon végzett etikátlan kezelések miatt, melyek végzetes végkimenetellel zárultak. A 23-ból 16-ot elítéltek (15-öt etikátlan kezelés miatt, egyet pedig csak SS-tagság miatt), 7-et halálra ítéltek, 9-en 10 évtől életfogytiglanig terjedő börtönbüntetést kaptak, 7-et pedig felmentettek. 

### A második világháború előtt
A genetikailag sérült utódok megelőzéséről szóló törvény 1933. július 14-én legalizálta azon emberek sterilizációját, akik olyan örökletes betegségben szenvedtek, mint a gyengeelméjűség, szkizofrénia, alkoholproblémák, elmebaj, vakság, süketség és fizikai deformációk. A törvény egyik célja az árják arra való ösztönzése volt, hogy sterilizálják azokat, akik potenciálisan beteg utódot hoznának a világra, ezzel csökkentve a betegek, növelve az árják arányát a társadalomban. A 17-24 éves polgárok 1%-át sterilizálták a törvény elfogadása utáni 2 évben, 4 éven belül pedig már 300 000 embert tettek terméketlenné. 1941 márciusától 1945 januárjáig a sterilizációs kísérletek Auschwitzban, Ravensbrückben és más helyeken folytatódtak Carl Clauberg vezetésével. A kísérletek célja a sterilizáció egy olyan módszerének kifejlesztése volt, amely alkalmas lehet milliók terméketlenné tételére kis energiabefektetéssel. A kísérletek röntgensugárzással, különféle beavatkozásokkal és adott gyógyszerek felhasználásával zajlottak; így több ezer áldozatot sterilizáltak. A sugárzással végrehajtott kísérletek alapja, hogy adott mennyiségű sugárzás terméketlenséget idéz elő, azáltal, hogy károsodik a petesejtek, illetve spermiumok termelődése. A kísérleteken felül a náci kormány megközelítőleg 400 000 embert sterilizált a kötelező sterilizációs program keretében. A jódot és ezüst-nitrátot tartalmazó intravénás injekciók sikeresnek bizonyultak, de olyan nem várt mellékhatásai voltak, mint a hüvelyi vérzés, hasi fájdalom és méhnyakrák, emiatt a sugárkezelés vált a sterilizáció legelterjedtebb formájává. A sterilizált páciensek téves információkat vagy semmilyen tájékoztatást nem kaptak a sugárzásról és annak hatásairól. A rabokat egy szobába vitték, ahol egy rövid kérdőív kitöltése alatt alkalmazták rajtuk a kezelést, így tudtuk nélkül lettek terméketlenek. A terméketlenség mellett sokan sugárzás általi égési sérüléseket is szenvedtek.
Dr. Eugen Fischer a sterilizációs kísérleteket az első világháború alatt, a németek által megszállt Délnyugat-Afrikában kezdte el. Támogatta az etikátlan, az alanyok tudta nélküli sterilizációt, hogy megakadályozza a hátrányos helyzetű országok népességnövekedését. Mint a Nemzetiszocialista Német Munkáspárt tagja, Fischer a kísérleteit a kevert rasszokba tartozó gyerekekre összpontosította, hogy támogassa a német kormány rasszista álláspontját a kevert házasságok esetében. Fischer Namíbiában végzett kutatásának eredményeképpen Németországban betiltották a különböző rasszokba tartozó emberek házasságát.

### A második világháború alatt

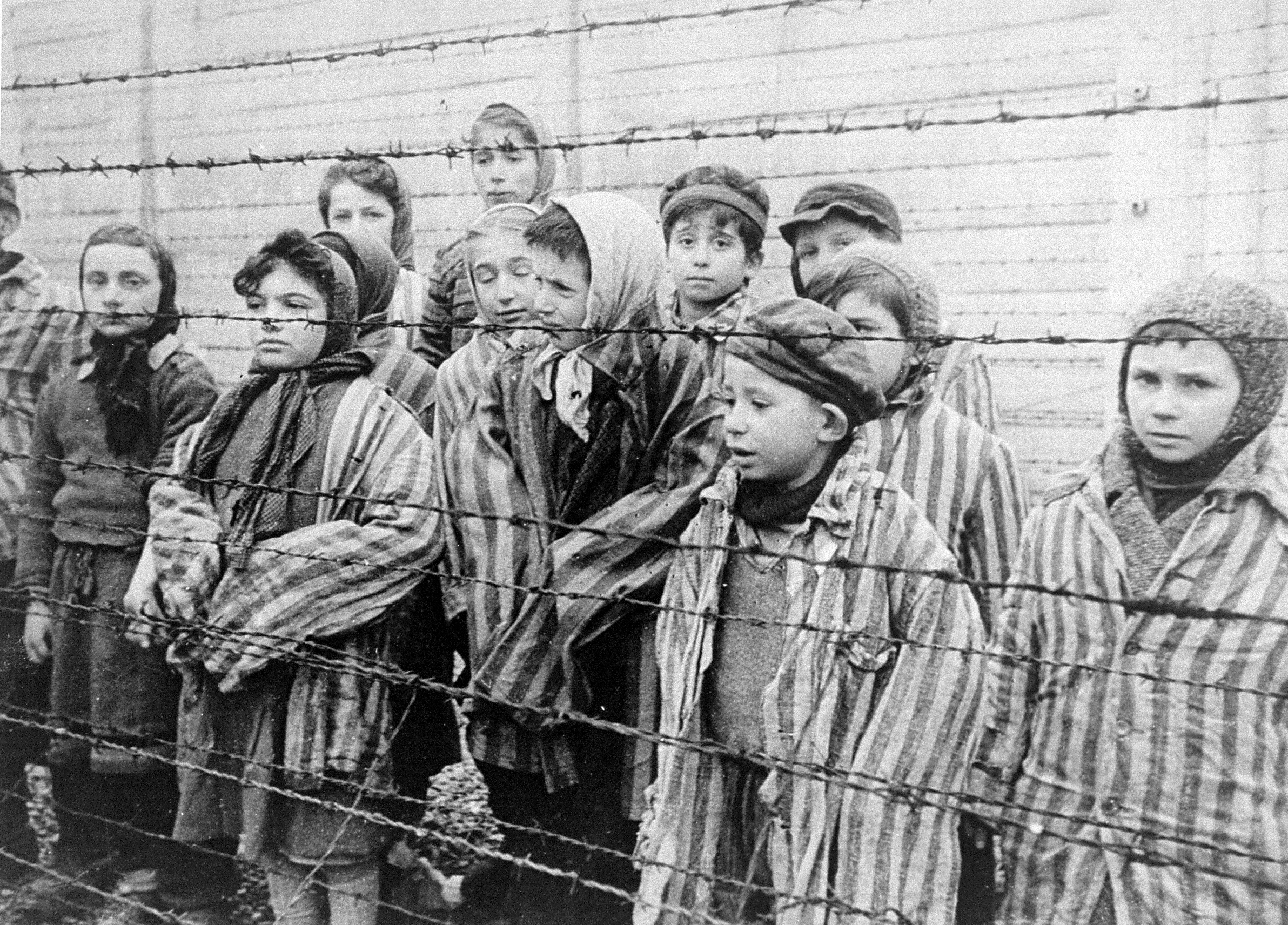
Egy zsidó ikerpárt életben hagytak, hogy Josef Mengele orvosi kísérleteihez használják fel őket. A gyerekeket a Vörös Hadsereg szabadította fel Auschwitzból 1945 januárjában

A Luftwaffe, azaz a német légierő 360-400 kísérletet végzett Dachauban és Auschwitzban. 280-300 áldozaton hipotermiát idéztek elő. Ezeket a kísérleteket a náci főparancsnokság rendelte el annak érdekében, hogy szimulálják a keleti front körülményeit, mivel a katonák nem voltak eléggé felkészülve a hidegre. Az elfogott orosz katonákon is kísérleteztek, mert a nácik azt hitték, hogy a génjeik miatt jobban ellenállnak majd a hidegnek. Körülbelül 100 embert halálát dokumentálták, akik ezen eljárások következtében vesztették életüket.
1942 elején Sigmund Rascher a dachaui koncentrációs tábor foglyain végzett kísérleteket, hogy a  német pilóták katapultálásának körülményeit javítsa. Egy alacsony nyomású kamrában a foglyoknak egy 20 000 méter magasságban történő katapultálás körülményeit kellett elszenvedniük. A 200 alanyból 80 azonnal meghalt, a többieket pedig kivégezték. 

### Egyéb kísérletek
- Egy ikerpárt összevarrtak, hogy sziámi ikreket hozzanak létre.[19][20][21]
- Egy kisfiú többször fejsérülést szenvedett, ami az őrületbe kergette őt.[22]
- Buchenwaldban titokban mérget tettek az ennivalóba, hogy különböző gyógyszerek hatékonyságát teszteljék, amelyek a foszfor okozta égések kezelésében játszottak szerepet. A szándékosan előidézett sérüléseket gyújtóbomba segítségével okozták.
- Ravensbrückben a szulfonamid hatékonyságát tesztelték olyan bakteriális fertőzések esetében, mint például a gázgangréna (Clostridium perfringens baktérium) és a tetanusz (Clostridium tetani baktérium).[23][24]
- Kísérleteztek kémiai égések kezelésével, amelyeket mustárgázzal idéztek elő.
- Dachauban különböző módszereket tanulmányoztak a tengervíz ihatóvá tételére.[25]

Sok alany meghalt a kísérletek alatt, másokat pedig kivégeztek a tesztek után, hogy felboncolják és tanulmányozzák őket. Akik túlélték, sokszor megcsonkítva, maradandó fogyatékossággal, legyengülve vagy mentális zavarral távoztak.
A dachaui hipotermiás kísérletek eredményeit napjainkban modern kezelések során is alkalmazzák, és több mint 45 orvosi kiadvány hivatkozik a második világháborús emberkísérletekre. A fent említett hipotermiát és a foszgén gázok hatásait vizsgáló náci kísérletek adatainak és eredményeinek etikus használata dilemmát vet fel a módszerrel egyet nem értő modern orvosok és tudósok körében. Néhányan etikai alapon, míg mások szimplán tudományos pontatlanságok miatt utasították vissza az adatok felhasználását, rámutatva a bennük rejlő ellentmondásokra és következetlenségekre. Egy, a dachaui hipotermia vizsgálatokról szóló kritikában Robert L. Berger azt állítja, hogy "a tanulmány egy tudományos csalás" és az adatai "nem segítik elő a tudomány fejlődését és nem menthetnek emberi életeket".
A háború után az Egyesült Államok náci kutatókat alkalmazott a Gemkapocs művelet és más hasonló programok keretében.

## Japán

### Japán Birodalom

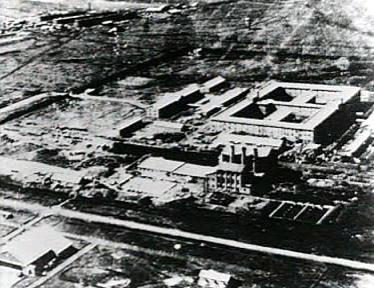
A 731-es japán alakulat embereket használt kémiai és biológiai fegyverek tesztelésére, élveboncolásra és más kísérletekre

Az emberkísérletek Japánban a második világháború alatt kezdődtek, és néhány évig utána is folytatódtak. A Japán Birodalmi Hadsereg 731-es alakulata Harbin közelében élveboncolással, feldarabolással és bakteriális fertőzésekre kifejlesztett oltásokkal kísérletezett foglyokon. Ez járványokat okozott 1932-től a második kínai–japán háborúig. Biológiai és kémiai fegyvereket is teszteltek rabokon. A második világháború alatt a birodalom növekedésével hasonló alakulatokat állítottak fel meghódított városokban, például Nankingban (1644-es alakulat), Pekingben (1855-ös alakulat), Kantonban (8604-es alakulat) és Szingapúrban (9420-as alakulat). A háború után Douglas MacArthur főparancsnok az Egyesült Államok nevében mentességet ajánlott Shiro Ishiinek és minden részt vevő tudósnak a büntetések alól, kísérleteik eredményeiért cserébe. Az Egyesült Államok eltitkolta információt a Szovjetunió elől. A szovjetek vádat emeltek a 731-es alakulat néhány tagja ellen a Habarovszki per alatt. 
2006 novemberében dr. Akira Makino bevallotta a Kyodo hírcsatornának, hogy 1944 és 1945 között, amíg Mindanaóban szolgált, műtéteket és amputációkat végzett elítélt foglyokon, nőkön és gyermekeken egyaránt. Makino legtöbb áldozata moro muszlim volt. 2007-ben dr. Ken Yuasa nyilatkozott a The Japan Timesnak. Véleménye szerint  legalább 1000-en dolgoztak a Sóva-rezsimnek a kínai szárazföldön végzett sebészi kutatások keretében.

### A japán állam
Az 1950-es években a 731-es alakulat volt tagjai halálos betegségekkel fertőztek meg foglyokat és mentális betegeket. 1958-ban csecsemőket szállítottak a Kobe Orvosi Akadémiára, ahol az orrukon és a hasukon keresztül erőszakosan cukrot fecskendeztek beléjük egy tűvel. Egy tubust tettek a végbélnyílásukba, hogy megvizsgálják azt, hogy az emésztésük hogyan dolgozza fel a cukrot. Sok gyermeknél hasmenést és belső vérzést eredményezett a kísérlet. A szülőket sosem tájékoztatták, hogy gyermeküket tesztalanynak használták. 

## Bennszülött ausztrálok
Az 1920-as és 1930-as években bennszülött ausztrálokat orvosi kísérleteknek vetették alá, hogy megvizsgálják a fájdalomra adott reakcióikat. Testméreteiket feljegyezték, és vérmintákat is vettek tőlük. A kísérleteket a tudományos rasszizmus elve motiválta, amelyeket az Adelaide-i Egyetem kutatói vezettek. 2002-ben az egyetem rektorhelyettese "megalázónak és esetenként barbárnak" írta le az eseményeket. Az iskola egy formális bocsánatkérést intézett az őslakosok és a Torres-szorosi szigetlakók felé. 

## Bennszülött lakosok Kanadában
Kanada bennszülött lakosokon végzett etikátlan emberi kísérleteket és kulturális asszimilációt. 1933-ban körülbelül 600 bennszülött gyereket kényszerítettek a BCG védőoltás tesztelésére Qu'Appelle és Saskatchewan közelében. A kezelési és kontrollcsoportok ötöde alultápláltság, kimerültség és egyéb okok miatt meghalt. A szülők beleegyezését nem kérték a bennszülötteknél, habár a nem őshonos lakosság esetében igen. 1942 és 1952 között 6 bentlakásos iskolából alultáplált gyerekeket használtak fel kísérletekhez a szülők tájékoztatása nélkül. Kezelési és kontrollcsoportokra osztották őket. Megtagadták tőlük a megfelelő mennyiségű táplálékot, mivel azt tesztelték, hogy az ételkiegészítők helyettesítik-e a rendes élelmiszert. A gyerekek többsége meghalt, vagy vérszegénység, fogszuvasodás és fogínygyulladás alakult ki náluk, hiszen nem kaptak semmiféle orvosi kezelést. A kísérleteket az ország indiánügyekkel foglalkozó minisztériuma (Department of Indian Affairs of Canada) vezette Percy Moore és Frederick Tisdall, a volt Kanadai Gyermekgyógyászati Társaság elnöke közreműködésével. 2014-ben a társaság kiadott egy nyilatkozatot a métis, eszkimó és az első nemzet (bennszülöttek) fiataljait érintő, közösségi alapú kutatásokon való részvétel irányelveiről. 

## Guatemala
1946 és 1948 között amerikai tudósok több száz mentális beteget fertőztek meg szexuális úton terjedő betegségekkel Guatemalában. Az Amerikai Közegészségügyi Szolgálat (PHS) kutatói körülbelül 1500 nőt és férfit vetettek alá a kísérletnek a Guatemalai Nemzeti Elmegyógyintézetben. A tudósok gonorrheával és szifilisszel oltották be az alanyokat, és arra bátorították őket, hogy terjesszék a betegséget. A kutatók a guatemalai kormánnyal együttműködve végezték a kutatást. A PHS szifilisz elleni védőoltásnak álcázta a kísérleteket. 2010-ben Susan Reverby, a Wellesley Főiskola diákja hozta nyilvánosságra a dolgot, aki egy könyvet tanulmányozott a Tuskegee szifiliszkísérletekről. Hillary Clinton amerikai külügyminiszter hivatalosan elnézést kért Guatemalától, Barack Obama elnök pedig Álvaro Colom guatemalai elnöktől, aki "emberiség elleni bűncselekménynek" nevezte ezeket a kísérleteket.

## Svédország
A Vipeholm kísérletek során 1945 és 1955 között a Svédországban, Lundban található Vipeholm Elmegyógyintézet betegeivel nagy mennyiségű cukrot etettek, hogy fogszuvasodást idézzenek elő náluk. A kísérleteket a cukoripar és a fogorvosok is támogatták, hogy kiderítsék azt, hogy a szénhidrátnak szerepe van-e a lyukas fogak kialakulásában. Ezáltal széleskörű tudást szereztek a szájhigiéniáról, így össze tudták kapcsolni a cukorbevitelt a fogszuvasodással, habár manapság ezt az orvosi etika alapelveit sértő kísérletnek tekintik. 

## Egyesült Királyság
Az Egyesült Királyság Nemzeti Archívumának dokumentumaiból kiderült, hogy az 1930-as és 1940-es évek között a brit és a brit-indiai hadsereg több száz katonáját – bennszülötteket és fehéreket egyaránt – "tengerimalacként" használták egy kísérletben. Azt vizsgálták, hogy a mustárgáz jobban sebzi-e az indiai bőrt, mint a fehér bőrt. Tisztázatlan, hogy a kórházba került tesztalanyok mind önként jelentkeztek-e. Az 1950-es években Ronald Maddison pilóta belehalt egy kísérletbe, amikor 200 milligramm szarint juttattak a szervezetébe Porton Downban. A férfi azt hitte, hogy egy megfázás elleni gyógyszert tesztelnek rajta. 2004-ben a Legfelsőbb Bíróság jogellenesnek találta halálát.
1940 és 1979 között a Honvédelmi Minisztérium titokban veszélyes vegyi anyagokat és mikroorganizmusokat szórt szét országszerte, hogy felmérjék a Szovjetunió biológiai támadása elleni felkészültséget. A repülők cink- és kadmium-szulfidot szórtak a földre, hogy nyomon követhessék a fluoreszkáló részecskék mozgását, valamint escherichia coli, bacillus globigii (BG) és serratia marcescens baktériumokat is terjesztettek.

## Egyesült Államok
A 19. század vége óta számos emberi kísérleteket hajtottak vége az Egyesült Államokban, amiket később etikátlannak minősítettek. Gyakran illegálisan, a beteg tudása, informálása vagy részletes informálása nélkül történt. Volt példa a betegek szándékos fertőzésére halálos vagy gyulladásos betegségekkel, biológiai és vegyi fegyvereknek tették ki őket, embereken végeztek sugárzással kísérleteket, mérgező, radioaktív vegyi anyagokkal oltották be őket, műtéti kísérleteket végeztek, kínzásos és kihallgatásos kísérleteket hajtottak végre, teszteket tudatmódosító szerek bevonásával és még sok más egyéb kísérletet. Ezek közül sok kísérletet gyermekeken és szellemi fogyatékos egyéneken végeztek. Sok tanulmányban az alanyok szegények, faji kisebbségbe tartoztak és/vagy foglyok voltak. Gyakran az alany beteg vagy rokkant volt, akinek a doktora azt mondta, hogy "orvosi kezelést" kap. Fájdalmas és halálos kísérletek alanyaiként használták őket a beleegyezésük vagy tudtuk nélkül. Erre reagálva érdekcsoportok és intézmények azon dolgoztak, hogy olyan irányelveket hozzanak létre, amivel biztosítani lehet a jövőbeni etikus és törvényes kísérleteket az Egyesült Államokban.
A második világháború alatt a Marylandben található Fort Detrick volt az amerikai biológiai hadviselési kísérletek központja. A Whitecout Hadművelet keretében fertőző ügynököket szivárogtattak a katonaságokba, hogy megfigyeljék a hatásukat emberi alanyokon.
A nyilvános felháborodás, amikor kiderült, hogy a kormány embereken végzett kísérleteket, számos kongresszusi vizsgálathoz és meghallgatáshoz vezetett, például az Egyházi Bizottság, a Rockefeller Bizottság és az Emberi Sugárzáskísérletekkel foglalkozó Tanácsadó Bizottság. Ezek a vizsgálatok nem végződtek vádemelésben. Nem minden, a kísérletekbe bevont alany lett kárpótolva vagy értesítve, hogy ilyen kísérletek alanya volt. 
Az 1950-90-as évektől Chester M. Southam HeLa rákos sejtekkel oltott be egészséges egyéneket, rákos betegeket és az Ohio Börtön rabjait. Southam néhány alanya, főleg a már rákos emberek nem tudták, hogy rosszakaratú sejttel oltották be őket. Az egyik betegen a sejtek áttétet képeztek a nyirokcsomóján. 
1962-ben az Egyesült Államok Kongresszusa elfogadta a Kefauver-Harris-gyógyszermódosítást. Ez a módosítás a Szövetségi Étel- és Gyógyszerfogyasztási törvényt érintette. A gyógyszercégeknek bizonyítaniuk kell a gyógyszerek biztonságát és hatását. Következésképpen a gyógyszereknek először FDA-bizonyítvány kell, mielőtt a polcokra kerülnének. Továbbá a tájékoztatás követelmény lett, és új szabályok léptek hatályba. Ezt a szabályozást az 1950-ben Nyugat-Európában terhes nőknél való thalidomidhasználat következményei befolyásolták. Ezeket nyugtató thalidomidoknak írták le, amiket helytelenül a reggeli rosszullét kezelésére használatos gyógyszerként reklámoztak. A gyógyszer méhen belüli hatásainak következtében a nők több mint 12 000 gyereket hoztak világra deformációkkal. 
1932 és 1972 között a Tuskegee szifiliszkísérletek keretében az Egyesült Államok Közegészségügyi Szolgálata szerződést kötött a Tuskegee Intézettel egy hosszútávú szifilisztanulmány elkészítéséről. A tanulmány alatt több mint 600 afroamerikait tanulmányoztak, akiknek nem mondták el, hogy szifiliszük van. Hogy jobban megértsék a betegséget, a férfiaktól megtagadták az ismert ellenszer, a penicillin használatát. Lejegyezték a betegség hatásait. Azzal a magyarázattal, hogy "rossz vér" miatt kezelnek, a kormány ingyenes egészségügyi ellátást adott. Mivel az embereknek hatástalan gyógymódot adtak, kétharmaduk meghalt a 40 éves kísérlet végére. 1972-ben egy kiszivárgás a kísérlet végét jelentette, és számos jogi következményt vont maga után. Széles körben úgy tekintenek rá, mint a "legaljasabb orvosbiológiai tanulmány az amerikai történelemben". A nyilvános felháborodás miatt a Kongresszus elfogadta a Nemzeti Kutatási Törvényt, ami megvédte az embereket az ilyen kísérletektől. Létrejött az Emberi Alanyok Védelme Biomedikai és Viselkedéstani Kutatástól Országos Bizottsága. A feladata egy határ felállítása a kutatás és a gyakorlat között, a kockázati haszon elemzése, a részvételre vonatkozó iránymutatás és a konszenzus fogalmának megalkotása. A Belmont-jelentés három tételt alapozott meg: az emberek tisztelete, jótékonyság és igazságosság.
A MKUltra projekt néha a "CIA agykontrollprogramja"-ként ismert. Ez egy program kódneve volt, ami illegálisan embereken végzett kísérleteket. A programot a Központi Hírszerző Ügynökség (CIA) tervezte és vezette. Drogokat és eljárásokat akartak kifejleszteni, hogy a kihallgatások és kínzások alatt legyengítsék az egyént és vallomásra bírják agykontroll használatával. A CIA a Tudományos Intelligencia Részlegen keresztül tervezte és az Amerikai Hadsereg Különleges Műveleti Osztályának Vegyi Vállalatával koordinálta. A program az 1950-es évek elején kezdődött, és hivatalosan 1953-ban hagyták jóvá. 1964-ben hatáskörileg csökkentették, még jobban csökkentették 1967-ben, és hivatalosan 1973-ban állították le. A program számos illegális tevékenységet érintett, főleg véletlenül kiválasztott amerikai és kanadai polgárokat használt, ami vitákhoz vezetett a törvényessége tekintetében. Az MKUltra számos módszert használt, hogy manipulálja az emberek mentális állapotát és megváltoztassa az agyi funkcióit, beleértve tiltott kábítószerek (főleg LSD) és más vegyi anyagok beadását, hipnózist, ingermegvonásos kísérletet, elszigetelést, verbális és szexuális bántalmazást és a kínzás számos formáját.

### A Beecher-tanulmány
1966-ban egy harvardi aneszteziológus, Henry K. Beecher 22 közzétett orvosi kísérletet írt le, ahol a betegnek semmi haszna nem származott a kísérletből. Ezek etikátlannak karakterizálták. Egy kísérletben például a betegeknek élő rákos sejteket adtak, miközben nekik azt mondták, hogy "nemi sejteket" kapnak. Habár a szerzők és intézmények nevét nem adták meg, később kiderült, a 22 tanulmányt híres kutatók végezték, ezeket tekintélyes újságok is leírták az előző évtizedben. A 22 esetet Beecher gyűjteményéből szerezték. Ő bizonyítékot mutatott fel arra, hogy az etikátlan kísérletek inkább voltak elterjedtek és rendszeres problémát jelentettek, minthogy kivételek lettek volna.
Beecher közel egy évtizeden át írt az emberkísérletekről és hozta nyilvánosságra az általa hibás gyakorlatnak tartott eseteket. Az 1965-ös, tudományos íróknak tartott tájékoztatója és az 1966-os cikke széles körű hírverést kapott, és a közvélemény reakcióját is kiváltotta. A tanulmányt úgy jellemezték, mint a "legbefolyásolóbb tanulmány, amit valaha írtak az emberi kísérletekről". Az Egyesült Államok Emberi Kutatások Védelmének Hivatala hitelt adott Beecher tanulmányának, mondván: "hihetetlen módon hozzájárul az első NIH- és FDA-szabályozások ösztönzéséhez". 
Beecher segített kifejleszteni sok bántalmazás megoldását. Megjegyezte, hogy a közös vonás ezekben a kísérletekben az, hogy sok alany, például katonai személyzet vagy mentálisan sérült gyerek nem volt olyan helyzetben, hogy szabadon megtagadja a hozzájárulást. Beecher úgy gondolta, hogy a tájékozott beleegyezést megkövetelő szabályok egyedül nem elegendők, mivel a valóban tájékozott beleegyezés egy elérhetetlen eszmény. Azon dolgozott, hogy meghatározza a szabályokat és feltételeket a tájékozott beleegyezéshez, és hogy felállítson egy intézményes felülvizsgálati testületet mint további szintet a kutatási protokollok felügyeletére.

## Nemzetközi gyógyszerkísérletek
A 20. század végétől sok afrikai nemzet volt színhelye nagy nemzetközi gyógyszercégek által vezetett klinikai teszteknek. Néhány esetben vidéki közösségeknél kialakult az iatrofóbia (doktoroktól való félelem), miután keresztülestek vagy tanultak a vitatott orvosi kísérletekről. Az alapvető bizalmatlanság Hobson alternatíváján alapszik: "Kísérleti gyógyszer vagy semmilyen gyógyszer". Több etikusan megkérdőjelezhető kísérlet lett dokumentálva.
A 20. század végén zimbabwei nőkön klinikai úton teszteltek Depo-Proverát. Amint jóváhagyták a gyógyszert, népességszabályozásra használták az 1970-es években. Kereskedelmi mezőgazdasági üzemek tulajdonosai tulajdonosai nyomást helyeztek bennszülött nőkre, hogy Depo-Proverát használjanak. A népességellenőrzés érdekei számos családtervezési programot motiváltak. Végül ez vezetett a betiltásához Zimbabwében.
Nigériában, Kanóban 1996-ban klinikai kísérletek zajlottak a Pfizer által kifejlesztett Trovan gyógyszer bevonásával. Agyhártyagyulladást akartak gyógyítani. 200 gyerek lebénult és 11 meghalt. Az áldozatok miatt a nigériai kormány beperelte a Pfizert, mivel nem informálta rendesen a résztvevőket. A Pfizer a bíróságon azt nyilatkozta, hogy minden gyógyszertesztelési törvénynek eleget tettek. Sok nigériai nem bízik meg a védőoltásokban, és elutasítja a kísérletekben való részvételt.
1994-ben az egyesült államokbeli gyógyszergyárak kísérleteket kezdtek el végezni az Zidovudin gyógyszerrel a HIV-pozitív betegek gyógyítására. Afrikai alanyokon próbálták csökkenteni a HIV/AIDS-áttétet gyermekszülés közben. A NIH-től és a CDC-től kapott finanszírozás miatt több mint 1700 zimbabwei nőn próbálták az AZT hatékonyságát. A nők felének gyógyszer helyett placebót adtak, és a résztvevőket nem tajtékoztatták a kezelés lehetséges veszélyeiről. Peter Lampfey, az AIDS Ellenőrző és Megelőző Program igazgatója szerint: "Ha megkérdezed a részt vevő emberektől, a legtöbbjük nem fogja érteni, hogy mibe egyezett bele. Körülbelül 1000 újszülött kapott el HIV/AIDS-et, habár ez ismert gyógyszerekkel elkerülhető lett volna. A tesztek 1998-ban értek véget, amikor a CDC azt állította, hogy Thaiföldön elegendő adatot gyűjtöttek a kísérletből.

## Fordítás
Ez a szócikk részben vagy egészben  az   Unethical human experimentation című angol Wikipédia-szócikk ezen változatának fordításán alapul.  Az eredeti cikk szerkesztőit annak laptörténete sorolja fel. Ez a jelzés csupán a megfogalmazás eredetét és a szerzői jogokat jelzi, nem szolgál a cikkben szereplő információk forrásmegjelöléseként.

## Kapcsolódó szócikk
- Brit katonai LSD-kísérletek
- Orvosi kínzás